# К-42 (атомний підводний човен СРСР)
| К-42 «Ростовський комсомолець»                                                                          | К-42 «Ростовський комсомолець» | К-42 «Ростовський комсомолець» |
| --- | --- | --- |
| К-42 «Ростовский Комсомолец»                                                                            | | |
| | | |
| Схематичне зображення підводного човна К-42                                                             | | |
| Верф | завод № 402, Сєверодвінськ | завод № 402, Сєверодвінськ |
| Під прапором                                                                                            | СРСР | СРСР |
| Належність                                                                                              | Військово-морський флот СРСР | Військово-морський флот СРСР |
| Порт приписки                                                                                           | Західна Ліца, Вілючинськ, Бухта Крашеніннікова | Західна Ліца, Вілючинськ, Бухта Крашеніннікова |
| Закладений                                                                                              | 28 листопада 1962 | 28 листопада 1962 |
| Спуск на воду                                                                                           | 17 серпня 1963 | 17 серпня 1963 |
| Введений до складу флоту                                                                                | 30 листопада 1963 | 30 листопада 1963 |
| Виведений зі складу флоту                                                                               | 10 серпня 1985 року виведений з експлуатації через наслідки аварії у бухті Чажма ядерної енергетичної установки на атомному підводному човні К-431, що потягла за собою людські жертви і радіоактивне зараження навколишнього середовища; 14 березня 1989 року виведений зі складу флоту | 10 серпня 1985 року виведений з експлуатації через наслідки аварії у бухті Чажма ядерної енергетичної установки на атомному підводному човні К-431, що потягла за собою людські жертви і радіоактивне зараження навколишнього середовища; 14 березня 1989 року виведений зі складу флоту |
| На службі                                                                                               | 1963–1989 | 1963–1989 |
| Прізвисько                                                                                              | «Ростовський комсомолець» | «Ростовський комсомолець» |
| Сучасний статус                                                                                         | 2004 року утилізований | 2004 року утилізований |
| Бойовий досвід                                                                                          | Холодна війна | Холодна війна |
| Проєкт                                                                                                  | | |
| Тип ПЧ                                                                                                  | атомний підводний човен торпедний | атомний підводний човен торпедний |
| Розробник проєкту                                                                                       | СКБ № 143 | СКБ № 143 |
| Головний конструктор                                                                                    | Перегудов В. М. | Перегудов В. М. |
| Класифікація НАТО                                                                                       | November | November |
| Основні характеристики                                                                                  | | |
| Швидкість (надводна)                                                                                    | 15,5 вузла (28 км/год) | 15,5 вузла (28 км/год) |
| Швидкість (підводна)                                                                                    | 30 вузлів (55,5 км/год) | 30 вузлів (55,5 км/год) |
| Робоча глибина занурення                                                                                | 240 м | 240 м |
| Гранична глибина занурення                                                                              | 300 м | 300 м |
| Автономність плавання                                                                                   | 50 діб | 50 діб |
| Екіпаж                                                                                                  | 105 осіб | 105 осіб |
| Розміри                                                                                                 | | |
| Довжина найбільша (по КВЛ)                                                                              | 107,4 м | 107,4 м |
| Ширина корпусу найб.                                                                                    | 7,9 м | 7,9 м |
| Середня осадка (по КВЛ)                                                                                 | 5,65 м | 5,65 м |
| Водотоннажність надводна                                                                                | 3 065 т | 3 065 т |
| Силова установка                                                                                        | | |
| Атомна: двовальна типу ВМА, модифікації з двома водо-водяними реакторами; теплова потужність 2 x 70 МВт | | |
| Гвинти                                                                                                  | 2 | 2 |
| Потужність                                                                                              | 2 × 17 500 к. с. | 2 × 17 500 к. с. |
| Озброєння                                                                                               | | |
| Торпедно- мінне озброєння                                                                               | 8 носових ТА калібру 533-мм (20 торпед, з них 6 з ядерною ГЧ потужністю 15 кілотонн) | 8 носових ТА калібру 533-мм (20 торпед, з них 6 з ядерною ГЧ потужністю 15 кілотонн) |

К-42 «Ростовський комсомолець» (рос. К-42 «Ростовский Комсомолец») — радянський атомний торпедний підводний човен проєкту 627А «Кит». Закладений 28 листопада 1962 року на заводі № 402 у Сєверодвінську під заводським номером 290. 17 серпня 1963 року спущений на воду. 30 листопада 1963 року включений до складу Північного флоту ВМФ СРСР.

## Історія служби
14 грудня 1963 року К-42 включили до складу 3-ї дивізії підводних човнів Північного флоту, з місцем базування в Західній Ліці. У 1965—1966 роках човен відпрацьовував завдання бойової підготовки, проводив випробування нової техніки та навчання нових екіпажів атомних підводних човнів, пройшовши 1966 року 2200 морських миль у надводному положенні та 4200 морських миль у підводному.
У період з 20 серпня по 5 вересня 1968 року К-42 у взаємодії з ракетним атомним підводним човном К-55 проекту 658 здійснив підлідний перехід з Північного флоту на Тихоокеанський флот у Петропавловськ-Камчатський. При переході човен пройшов 1749 морських миль під водою. 27 серпня К-42 сплив поблизу дрейфуючої полярної станції Північний полюс-16.
З 12 вересня 1968 року К-42 увійшов до складу Тихоокеанського флоту з базуванням у Вілючинську. У кампанію 1968—1972 років К-42 здійснив один автономний похід на бойову службу тривалістю 50 діб, на відпрацювання завдань бойової підготовки було витрачено 100 діб.
28 червня 1978 року при здійсненні маневру в умовах поганої видимості сталося зіткнення К-42 з танкером «Силует».
8 травня 1981 року К-42 було присвоєно почесне найменування «Ростовський комсомолець»
У 1983 році К-42 здійснив автономний похід на бойову службу загальною тривалістю 270 діб, з яких 130—140 діб були ходовими.
У 1985 році човен був поставлений у середній ремонт на СРЗ-30 у Шкотово-22 (бухта Чажма). 10 серпня 1985 року на підводному човні К-431, що проходив перезарядку активних зон реакторів у безпосередній близькості від К-42, стався тепловий вибух реактора. Загинуло 10 осіб, значну дозу опромінення отримало 86 осіб, потерпіло 950 людей. У 1988 році урядовою комісією було прийнято рішення про недоцільність подальшого ремонту човна.
У 1989 році К-42 вивели зі складу ВМФ. Приблизно до 2007 року перебував у пункті тимчасового зберігання на плаву в бухті Чажма.